# Хологамия
Хологами́я, или гологами́я, — наиболее примитивный тип полового процесса, при котором сливаются не специализированные половые клетки (гаметы), а обычные вегетативные. В отличие от конъюгации, при хологамии сливающиеся клетки имеют жгутики.
При хологамии диплоидная зигота в этом случае обычно сразу же делится мейозом с образованием 4 дочерних гаплоидных клеток.
Хологамия свойственна некоторым колониальным жгутиковым водорослям, жгутиковым протистам (например, динофлагеллятам (Dinoflagellata) а также некоторым низшим грибам.